# حسین‌آباد کنگره
حسین‌آباد کنگره، روستایی از توابع بخش مرکزی شهرستان قروه در استان کردستان ایران است.

## جمعیت
این روستا در دهستان پنجه علی جنوبی قرار دارد و براساس سرشماری مرکز آمار ایران در سال ۱۳۸۵، جمعیت آن ۱۰۱ نفر (۲۵خانوار) بوده‌است.